# Delias sambawana
Delias sambawana é uma borboleta da família Pieridae. Foi descrita por Walter Rothschild em 1894. Pode ser encontrada na linha Wallace.
A envergadura é de cerca de 60 a 65 milímetros. Os adultos são semelhantes a Delias periboea e Delias fasciata, contudo são maiores.

## Subespécies
- D. s. Sambawna
- D. s. minerva Fruhstorfer, 1896
- DS everetti Rothschild, 1925
- D. s. boejanana Kalis, 1941
- D. s. kenta Nakano, 1991